# Maasbrug bij Ravenstein
De Maasbrug bij Ravenstein is een kokerbrug over de Maas bij Ravenstein en Niftrik. Boven de brug ligt de A50 en aan weerszijden van de snelweg een fietspad.
De in 1975 gebouwde brug is 435 meter lang. De breedte van de brug bedraagt 17,35 meter. De hoofdoverspanning van de brug bedraagt 139,40 meter. De doorvaartwijdte van de brug bedraagt 134 meter. De hoofdconstructie is van beton gemaakt.
De brug telt in totaal vijf overspanningen. De lengte van deze overspanningen zijn van noord naar zuid respectievelijk 64,60 meter, 71,40 meter, 85 meter, 139,40 meter en 74,80 meter.